# کاژیمیرش چارنسکی
کاژیمیرش چارنسکی (لهستانی: Kazimierz Czarnecki؛ زادهٔ ۵ مارس ۱۹۴۸) وزنه‌بردار اهل لهستان بود.